# Liste der Industriedenkmale in Žatec

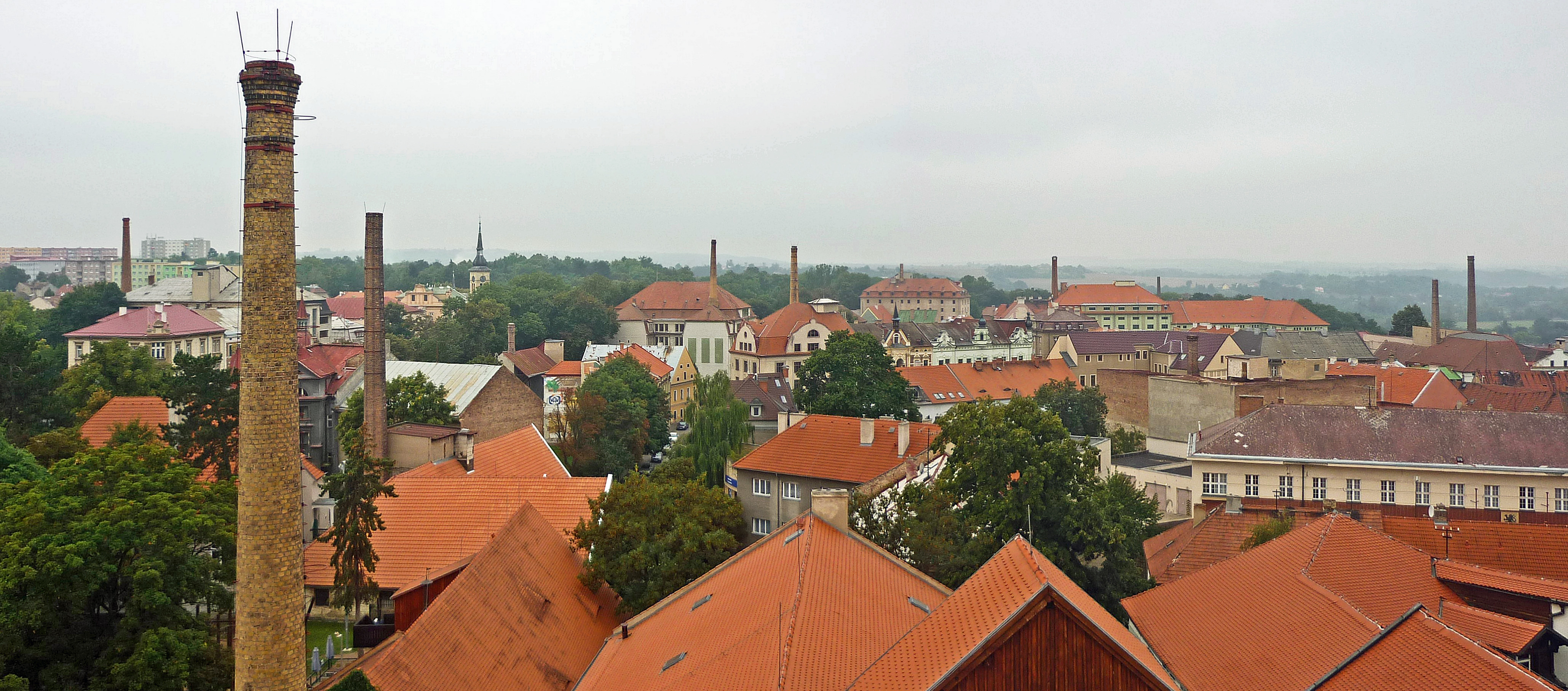
Typisches altes Industriebild von Saaz mit den vielen Schornsteinen der Hopfen-Trockenkammern

Die Liste der Industriedenkmale in Žatec (deutsch Saaz) enthält die wichtigsten Industriedenkmale, unabhängig davon, ob sie unter Denkmalschutz stehen oder nicht.
Dazu gehören neben öffentlichen und gewerblichen Gebäuden auch die zahlreichen Hopfenhandelshäuser, die zur Trocknung und Verarbeitung von Hopfen in der Stadt Saaz gebaut wurden und noch heute das Stadtbild von Žatec prägen.
In der Gründerzeit nach dem Eisenbahnanschluss 1872–73 entstanden in Saaz zahlreiche Fabriken, deren historische Gebäude von besonderem kulturhistorischen Wert sind.
Für einige Gebäude wurde der Eintrag in die Liste der Kulturdenkmäler vorgeschlagen.
Die Listen sind teilweise sortierbar.

## Liste der Industrie-Denkmale
| Ehemalige Firma | Tschechischer Name und Adresse | Beschreibung der Firma | Bild                                     |
| --- | --- | --- | ---------------------------------------- |
| Bürgerliche Brauerei Saaz, Lorettoplatz 81 | Měšťanský pivovar Žatec, Žižkovo náměstí čp. 81 (Lage)                                                                                         | Urspr. am Floriansplatz 127, befindet sich die Saazer Bürgerbräu-Brauerei seit 1801 an der Stelle der ehem. Přemyslidenburg, deren Reste nur noch im alten Wasserturm vorhanden sind, 1798–1800 Neubau nach Plänen des Stadtbaumeisters Lorenz Rotter, im 19. Jahrhundert vielfach ausgezeichnet (1873 Wien, 1879 Prag, 1880 Budweis), in den 1890er Jahren modernisiert durch Umbauten nach den Plänen von Alois Daut (1854–1917) und Johann Salomon, in den 1930er Jahren Umbauten durch Baumeister Hildebert Kolbe, 1945 verstaatlicht. Die Brauerei, jetzt modernisiert und im Mehrheitsbesitz von Carlsberg, befindet sich innerhalb des städtischen Denkmalreservats der Altstadt. (Objekt-Nr. B01) |                                          |
| Drahtstiftenfabrik und Metallwarenfabrik Telatko, Liebotschaner Str. 618 | Drátovna Telatko, Svatováclavská čp. 618 (Lage)                                                                                                | Ursprünglich Nägel- und Schlosserwarenfabrik Anton Seidenköhl & Comp., danach Übernahme durch Leopold Telatko. Dieser gründete 1875 eine Fabrik zur Herstellung von Möbelbeschlägen, Ziernägeln und Drahtstiften. Der Sohn des Gründers Karl Telatko übernahm den Betrieb im Jahre 1910, musste aber im Jahre 1938 emigrieren, im Mai 1939 arisiert. und in ein Kartell der Zentrale für Draht- und Nägelfabriken in Prag eingegliedert. Nach 1945 wurden die drei Firmen: Schraubenfabrik Bechert & Co., Drahtstiftenfabrik Telatko und Hufnägelfabrik Mustad & Sohn verstaatlicht und später in den VEB Vereinigte Stahlwerke Kladno eingegliedert, ab 1949 entstand der VEB Draht- und Schraubenfabriken. Die Villa Weiss-Telatko des Architekten Rudolf Hildebrand steht neben der ehemaligen Firma in der Straße Boženy Vikové Kunětické čp. 2069. |                                          |
| Hauptbahnhof Saaz, Bahnhofstr. 699,700 | Hlavní nádraží, Rooseveltova třída čp. 699 und 700 (Lage)                                                                                      | Ab 1870 Bau des Bahnhofsgebäudes im spätklassizistischen Stil nach einem Plan von Ing. Chvála in der Bahnhofstr., Inbetriebnahme am 4. Februar 1871 durch die Buschtěhrader Eisenbahn (BEB), im Jahre 1902 Bau eines vergrößerten Vestibüls mit einem über Treppen erreichbaren Restaurant-Pavillon nach Plänen des Ing. Adolf Schrayer, der Bahnhof befand sich an der Kreuzung der Buschtěhrader Eisenbahn mit der Eisenbahn Pilsen–Priesen(–Komotau). |                                          |
| Zuckerfabrik Robert Köhler, Resselstr. 706, 755, 853 | Žatecký akciový cukrovar, Rooseveltova třída čp. 706, 755, 853 (Lage)                                                                          | Zuckerfabrik von Robert Köhler 1871 gegründet, 1887 in die „Saazer Aktien Rübenzuckerfabrik AG“ umgewandelt, ihr Betriebsleiter war Eugen König, Gebäude von Baumeister Johann Salomon aus Saaz errichtet, 1921–22 Umbauten für eine neue Technologie, 1940 weitere Umbauten durch den Architekten und Baumeister Franz Wollenheit, Betrieb 1999 eingestellt. |                                          |
| Westbahnhof Saaz, Mozartstr. 713 | Nádraží Žatec západ, Jana Herbena čp. 713 (Lage)                                                                                               | Altes ehem. Bahnhofsgebäude, errichtet von der Eisenbahn Pilsen–Priesen(–Komotau) (E.P.P.K.) mit Lokschuppen Nr. 238, Inbetriebnahme des Bahnhofs am 7. Sept. 1873, jetzt als Wohnhaus genutzt. Das heutige Bahnhofsgebäude ist ein Flachbau aus neuerer Zeit. |                                          |
| Drahtseilfabrik Josef Reimann & Co., Stankowitzer Str. 721 | Drátovna, Osvoboditelů čp. 721 (Lage) | Drahtseilspinnerei seit 1897, im Mai 1939 arisiert, jetzt Radhof s.r.o. |                                          |
| Kartonagenfabrik Moritz Lüdersdorf, Holletitzer Str. 733 | Moritz Lüdersdorf, Kartonážka-Papírny v Žatci, Volyňských Čechů čp. 733 (Lage)                                                                 | Kartonagenfabrik, von Johann Schöffl 1866 als Manufaktur in der Altstadt gegründet, Übernahme durch Moritz Lüdersdorf (1844–1923) im Jahr 1873, Neubau der Kartonagenfabrik 1877–78 in der Holletitzer Str. 733 (Architekt Josef Petrovsky), 1881–1889 nördlicher Erweiterungsbau (Projekt: Johann Salomon) und 1909 südlicher Erweiterungsbau mit Sezessionsdachgiebel errichtet, eigene Druckerei zum Bedrucken der Schachteln, Herstellung von Verpackungen für Medikamente, Schmuck, Süßwaren und Kosmetik, war am Ende des 19. Jhdts. eine der größten Kartonagenfabriken in Österreich-Ungarn und beschäftigte über 300 Leute. Bis Mitte der 1930er Jahre im Besitz von Moritz Lüdersdorf und seiner Frau, danach bis 1945 im Besitz des Sohns Rudolf Lüdersdorf, 1945 verstaatlicht und als Zweigwerk des VEB Nordböhmische Papierwerke (SEPAP) betrieben, der Betrieb wurde 1994 geschlossen, Gebäude jetzt als Depot des Regionalmuseums genutzt. Die zugehörige Villa (Nr. 672) steht unter Denkmalschutz. Später gab es eine weitere Kartonagenfabrik von Emil Samuel in der Pellasgasse 1053 (Fügnerová), die 1938 arisiert und von Emil Kaspar weitergeführt wurde. Samuel überlebte das Lager in Theresienstadt und erhielt 1945 die Kartonagenfabrik zurück. Nach dem Februarputsch 1948 wurde seine Firma endgültig enteignet und er verließ die Tschechoslowakei. |                                          |
| Erste Saazer Fichtenpech-Raffinerie Ferdinand Lustig & Co., Bahnhofstr. 801 | První žatecká rafinerie smoly, Purkyněho čp. 801 (Lage)                                                                                        | Die Firma wurde 1884 gegründet. Im Mai 1939 arisiert, Übernahme durch Angestellte der Firma. |                                          |
| Lederfabrik Jakob Kohn & Söhne, Humanic Leder- und Schuhfabrik AG, Stankowitzer Str. 868 und 1948 | Továrna na kůže, Osvoboditelů čp. 868, 1948 (Lage)                                                                                             | Lederfabrik, gegr. 1888 durch die Söhne von Jakob Kohn, Herstellung von gefärbten Schuhsohlen und Lederriemen, 1889–91 neues Produktions- und Verwaltungsgebäude (Nr. 868) durch Wilhelm Fuchs († 1922) errichtet, nach 1908 im Besitz der Firma Humanic Leder & Schuh AG, in den 1920er Jahren ein neues Kessel- und Maschinenhaus (Nr. 1948) errichtet, Gebäude durch rote Backstein-Fassade mit geometrischen Ornamenten gekennzeichnet, jetzt Saatgutfirma Osex spol., s.r.o. |                                          |
| Saazer Hufnägelfabrik Adolf Mendl´s Erben, später Mustad & Sohn, Beethovenstr. 955 | Adolf Mendl, továrna na podkování - Žatecká továrna na podkováky, Mustad a syn, s. r. o., ul. Jana ze Žatce čp. 955 (Lage)                     | Adolf Mendl errichtete 1875–1878 am linken Ufer der Eger seine erste Firma mit einem Kessel- und Maschinenraum (Nr. 955), die u. a. Schuhbeschläge und Hufnägel herstellte. Im Jahre 1884 wurde die Firma von Emilie und Max Mendl übernommen (Adolf Mendl´s Erben), Erweiterungsbauten in den Jahren 1896 bis 1907 durch den Baumeister Wilhelm Fuchs. Im Jahre 1911 kaufte Hans Mustad (1837–1918), Besitzer der norwegischen Firma Ole Mustad & Son, die Fabrik in Saaz. Bis zur Verstaatlichung im Jahre 1945 hieß die Firma Saazer Hufnägelfabrik Mustad & Sohn. Nach 1945 wurden die drei Firmen: Schraubenfabrik Bechert & Co., Drahtstiftenfabrik Telatko und Hufnägelfabrik Mustad & Sohn verstaatlicht und später in den VEB Vereinigte Stahlwerke Kladno eingegliedert, ab 1949 entstand der VEB Draht- und Schraubenfabriken. |                                          |
| Erste Saazer Pianofabrik Leonhard Sieber, Tscheraditzerstr. 1014 | Technické služby města Žatec, Čeradická čp. 1014 (Lage)                                                                                        | Flügel- und Pianofabrik Leopold Sieber seit 1913, die Firma existiert seit 1945 nicht mehr, jetzt Technischer Dienst der Stadt Žatec. |                                          |
| Export-Brauerei Anton Dreher, Horatitzer Str. 1042, 1043, 2880 | Vývozní Dreherův pivovar, Chomutovská čp. 1042, 1043, 2880 (Lage)                                                                              | Anton Dreher junior (1849–1921) gehörte zu den bedeutendsten Bierbrauern in der Donau-Monarchie, er besaß neben Saaz Brauereien in Michelob bei Saaz, Brumow bei Zlín, Schwechat bei Wien, Budapest und Triest. Export-Brauerei Saaz (auch Urstoff-Genossenschafts-Brauerei), gegr. 1898, die Gebäude um 1900 im Neo-Renaissance-Stil entworfen und erbaut von Alois Daut, Johann Solomon und Josef Petrovsky, mit Fassaden aus roten Ziegeln mit Details aus Sandstein, die Sockel und die armierten Hausecken mit Granit verkleidet. 1902–03 Erweiterung um zwei Mälzereien und ein Kesselhaus. Biersorten: Urstoff- und St. Hubertus-Bier, 1945 enteignet, 1948 Bier-Produktion eingestellt, ab 1951 Konservenfabrik (n. p. Severočeské konzervárny) zur Most- und Saftherstellung bis in die 1990er Jahre als Firma Fruta Žatec s.r.o., die Mälzerei war noch bis in die 1990er Jahre in Betrieb, das gesamte Areal steht seit 11. Februar 2015 unter Denkmalschutz. (Objekt-Nr. C01, Denkmal-Nr. 105565) |                                          |
| Lackfabrik Bergmann & Deiml, Stankowitzer Str. 954, 1107 | Továrna na laky a barvy, Osvoboditelů čp. 954, 1107 (Lage)                                                                                     | Im Mai 1939 arisiert, jetzt AGROS TISKÁRNA s.r.o. |                                          |
| Drahtwerk, Drahtstifte- und Schraubenfabrik Bechert & Co., Bahnhofstr. 846, 1161 und 1176 | Bechertova drátovna - Žatecká Šroubárna, Purkyněho čp. 1161, 1176 (Lage)                                                                       | gegr. 1887 durch Leopold Bechert (1840–1921) für die Produktion von Drähten und Drahtstiften, gezogenen Schuhnägeln und Pflöcken, Erweiterungsbau von Wilhelm Fuchs (um 1900), firmierte später als Abraham Bechert & Co. und ab 1919 als Bechert & Co., Drahtstift-, Schrauben- und Stahlfabrik AG. Die Firma beschäftigte etwa 300 Leute, der letzte Besitzer Paul Bechert emigrierte 1938, im Mai 1939 arisiert, neuer Besitzer Viktor E. Fissené (Neuss). Nach 1945 wurden die drei Firmen: Schraubenfabrik Bechert & Co., Drahtstiftenfabrik Telatko und Hufnägelfabrik Mustad & Sohn verstaatlicht und später in den VEB Vereinigte Stahlwerke Kladno eingegliedert, ab 1949 entstand der VEB Draht- und Schraubenfabriken, 1952–54 Neubau einer Halle, nach 1990 Betrieb eingestellt, jetzt Aluminium Centrum s.r.o. |                                          |
| Filzfabrik Dittersdorf in Saaz Nr. 1187 | Žatecká továrna plstí a houní, Raisova čp. 1187 (Lage)                                                                                         | Dittersdorfer Filz- und Kratzentuchfabrik GmbH, gegr. 1909, als Zweigwerk einer Firma aus Dittersdorf im Erzgebirge zur Herstellung von Filz und Decken, später ein Betrieb der MITOP a.s. für technische Textilien mit Sitz in Mimoň, jetzt HP-Pelzer, s.r.o. |                                          |
| Deutsche Landwirtschaftsgenossenschaft Saaz, Mozartstr. 1653 | Družstevní silo, Jana Herbena čp. 1653 (Lage)                                                                                                  | Sechsgeschossiges Getreidesilo aus Stahlbeton mit Zellenlüftung im Jahre 1930 am Westbahnhof, gegenüber der Dreher-Brauerei erbaut, Entwurf: Schulz & Kling AG München, Architekt: Max F. Rühr, Baumeister: Jaroslav Gregor aus Saaz, 1945 verstaatlicht, jetzt CHMELCOMPANY, spol. s r.o. |                                          |
| Bohemia Hopfen Saaz Nr. 2580 | Bohemia Hop, a.s. Žatec, Mostecká čp. 2580 (Lage)                                                                                              | mit größtem Hopfenspeicher Europas (erbaut in den 1960er Jahren) |                                          |
| Eiserne Brücke über die Eger, Brückenplatz | Železný most přes Ohří, Husitské náměstí (Lage)                                                                                                | Urspr. als Kettenbrücke von Friedrich Schnirch errichtet (1826), 1891 abgerissen und 1897 als eiserne Fachwerkbrücke neu erbaut, im Jahre 2001 rekonstruiert. |                                          |
| Heinrich Schuldes Pflug- und Maschinenfabrik Saaz, Kupferberg Nr. 258 Ecke Pellasgasse | U Odborů / Fügnerová čp. 258 (Lage) | seit 1877 |                                          |
| Ziegeleien, Horatitzer Str. und Alter Berg | Cihelny, Chomutovská und Mostecká čp. 1225 | Ziegelei Edmund Stern (im Bild), Ziegelei Hüttl und Astra-Werke von Alois Kaiser, Alter Berg Nr. 646 |                                          |
| Mühlen am ehemaligen Mühlbach | Mlýny: - byv. Špitlový mlýn - byv. Sladový mlýn - Mlýnářý mlýn, Rooseveltova čp. 568 - Mlýn Kreblova, dnes AGRO Žatec, U Oharky čp. 624 (Lage) | - Spittelmühle Nr. 513 (Spitalmühle) in der unteren Vorstadt (existiert nicht mehr) - Malzmühle Nr. 533 (unterhalb des Pflasterbergs) im Besitz der Brüder Kröbl in der unteren Vorstadt (existiert nicht mehr) - Mahlmühle Leopold Gellert Nr. 568 (Bild) und 569 in der Mühlenvorstadt (auch Mlynarsche Mühle) - Kröbl-Mühle Nr. 624 (Bild) (Turbinen-Walzen-Mühle des Karl Kröbl, 1886 erneuert, vorher untere Neumühle) mit eigenem Mühlgraben in der Mühlenvorstadt - Mahlmühle in der Flur „Weißer Berg“ von Josef Löffler begonnen (1854), von S. Löwy vollendet, später Viktoria-Mühle Markus Glaser († 1894) Nr. 658, mit eigenem Wehr und Mühlgraben, ab 1894 im Besitz der Söhne Alfred, Richard und Otto Glaser, die sogen. Judenmühle (existiert nicht mehr) - Neue Mühle Nr. 409 (existiert nicht mehr) | Ehem. Mlynarsche Mühle Ehem. Kröbl-Mühle |

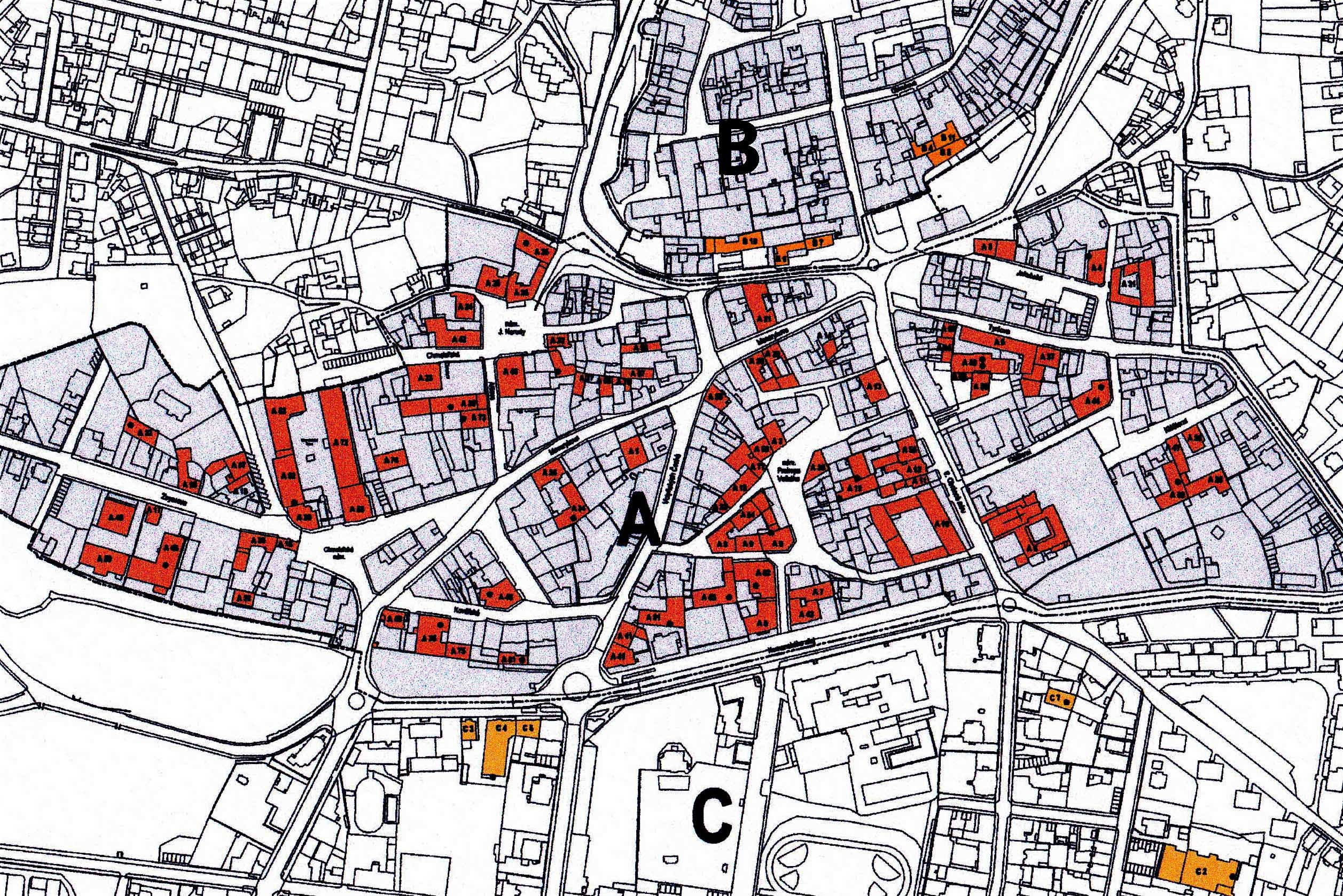
Denkmalzone in der Prager Vorstadt (Gebiet A)

| Außerdem gab es die Saazer Konservenfabrik Melzer & Weiss, seit 1877, später „Saaza“, Holletitzer Gasse 1004 (Lva Tolstěho) und die Saazer Likörfabriken von Carl Löbl, Langgasse 111 (Dlouhá); Sigmund Rein, Püschelplatz 208 (Chelčického nám.) und Anton Hofmann, Reitschoweser Str. 1013 (Husova) sowie die Knopffabrik Mendl & Comp. (Knoflíkárna) in der unteren Vorstadt Nr. 436 seit 1887 | | |                                          |

## Liste der Hopfenhandelshäuser
Die wichtigsten Hopfenmagazine der ehemaligen Saazer Hopfenhandelsfirmen für die Trocknung, Lagerung und Verpackung von Hopfen (Sušárna, sklad a balírna chmele) sind in der Broschüre der Stadt Žatec zusammengestellt.
Sie basiert auf der Übersicht „Památky pěstování a zpracování chmele a výroby piva v Žatci“ (Denkmäler bezüglich Anbau und Verarbeitung von Hopfen und der Bierproduktion in Saaz), die zur Bewerbung um das UNESCO-Weltkulturerbe vorgelegt wurde.
Insgesamt sind 96 Objekte ausgewählt worden, davon 75 in der Denkmalzone „Hopfenhandel und Bierherstellung in der Prager Vorstadt“ (Gebiet A), 13 im städtischen Denkmalreservat der Altstadt (Gebiet B) und 8 in übrigen Bereichen der Stadt (Gebiet C).
Die Aufnahme in die Welterbeliste war im Jahr 2018 zunächst gescheitert.
Nach einer erneuten Bewerbung wurde 2023 der Welterbetitel für Žatec und die Landschaft des Saazer Hopfens vergeben.
Die Spalte Nr. gibt die Objekt-Nr. in der Bewerbungsliste an, siehe nebenstehende Karte.
| Hopfenhandelsfirma                                                                                      | Heutige Adresse                                                | Beschreibung der Firma | Nr.     | Bild       |
| --- | -------------------------------------------------------------- | --- | ------- | ---------- |
| Pfister & Wüstl, zuvor seit 1881 Siegfried und Heinrich Melzer, Fischerplatz 305                        | nám. Prokopa Velkého čp. 305 (Lage)                            | Hopfenhandelshaus - jetzt Hopfenmuseum Das Lagerareal und die Hopfenpackereien (heutiges Hopfenmuseum) entstanden schrittweise gegen Ende des 19. Jahrhunderts. Die Häuser Nr. 305 und Nr. 1952 gehörten seit 1881 Siegfried Melzer (1848–1934). In den Jahren 1898–1900 stellte die Firma Pfister & Wüstl das Eckhaus (Nr. 490) fertig. In den beiden Firmen verlief der gleiche Produktionsprozess: Lagerung von Hopfen, Trocknung, Schwefeln in der Schwefelkammer, Pressen in die Säcke und Verpackung. Im Hause Nr. 305 ist eine Ballotpresse der Maschinenfabrik Joh. Wilh. Spaeth, Nürnberg, Baujahr 1880 erhalten geblieben. Heute befindet sich in den ehemaligen Lagerhäusern eine Ausstellung des Hopfenmuseums auf einer Fläche von 4000 m², das die Entwicklung der Hopfenindustrie vom frühen Mittelalter bis zur Gegenwart zeigt. | A09     |            |
| Siegfried und Heinrich Melzer, später Pfister & Wüstl, Fischerplatz 1952                                | nám. Prokopa Velkého čp. 1952 (Lage)                           | Hopfenhandelshaus - jetzt Hopfenmuseum Das Lagerareal und die Hopfenpackereien (heutiges Hopfenmuseum) entstanden schrittweise gegen Ende des 19. Jahrhunderts. Die Häuser Nr. 305 und Nr. 1952 gehörten seit 1881 Siegfried Melzer (1848–1934). In den Jahren 1898–1900 stellte die Firma Pfister & Wüstl das Eckhaus (Nr. 490) fertig. In den beiden Firmen verlief der gleiche Produktionsprozess: Lagerung von Hopfen, Trocknung, Schwefeln in der Schwefelkammer, Pressen in die Säcke und Verpackung. Heute befindet sich in den ehemaligen Lagerhäusern eine Ausstellung des Hopfenmuseums auf einer Fläche von 4000 m², das die Entwicklung der Hopfenindustrie vom frühen Mittelalter bis zur Gegenwart zeigt. | A64     |            |
| Hopfenhandelshaus Gebrüder Christl, Fischerplatz 1950 und 304                                           | nám. Prokopa Velého čp. 1950 und Miléniova 304 (Lage)          | Hopfenhandelshaus - jetzt Hopfen- und Biertempel CHCHP (Chrám chmele a piva). Karl, Rudolf und Anton Christl gründeten im Jahre 1876 ihren Hopfenhandel in Nieder-Einsiedel (Poustevna). In Saaz bauten sie zunächst ein Hopfenmagazin mit Trockenraum und Schwefelkammer (Haus Nr. 1945). Im Jahre 1910 kauften sie von Karl Kreibich das 1897 erbaute Hopfenmagazin mit Trockenraum (Nr. 1950). Der heutige Bau stammt aus dem Jahr 1920. Er wurde zum Hopfen- und Biertempel CHCHP (Chram chmele a piva) umgebaut und erhielt gegenüber der Straße einen 40 m hohen Stahlaussichtsturm, der in den Jahren 1998–2011 nach dem Projekt des Büros Huml & Vaníček aus Žatec erbaut wurde. Die zugehörige Villa Nr. 304 steht an der Wussinallee. | A62 A08 |            |
| K. und W. Kreibich, Fischerplatz 1951                                                                   | nám. Prokopa Malého čp. 1951 (Lage)                            | Hopfenhandelshaus – jetzt Restaurant „U Orloje“ | A63     |            |
| Herrmann Utschig, Nikolaigasse 1401                                                                     | Volyňských Čechů čp. 1401 (Lage)                               | Hopfenhandelshaus | A51     |            |
| Hopfenmagazin, Packraum und Wohnhaus Franz Herzig, Nikolaigasse 1015                                    | Volyňských Čechů čp. 1015 / Komenského alej (Lage)             | Hopfenhandelshaus Franz Herzig, hier 1886 errichtet nach Abriss der alten (1869 profanierten) Nikolaikirche und Aufhebung und Einebnung des Nikolaifriedhofs | A41     |            |
| Johann Simon, Wussinallee 837                                                                           | Komenského alej 837 (Lage)                                     | Hopfenhandelshaus | C05     |            |
| Gebrüder Ernst und Hans Hesselberger, Wussinallee 1532                                                  | Komenského alej čp. 1532 (Lage)                                | Die Firma der Gebrüder Hesselberger wurde im Jahre 1825 in Nürnberg gegründet und gehörte zu den größten Hopfen-Großhändlern auf dem Handelsweg Saaz – Nürnberg – Hamburg, in den 1920er Jahren im Besitz von Ernst und Hans Hesselberger, Neubau als fünfgeschossige Eisenbeton-Konstruktion mit einer Fassade des Nürnberger Architekten Schippert, von der Firma Porr aus Teplitz erbaut, war damals eine der größten und modernsten Anlagen in Saaz. Die Gebrüder Hesselberger waren außerdem Teilhaber der Hopfengroßhandlungen S. Krakenberger und Hopf & Söhne in Nürnberg. Im Jahre 1937 im Besitz der Firma Löbl & Glaser, seit 1939 der Firma Johann Bartl und Sohn, nach 1948 Sitz eines Hopfenaufkaufbetriebs. | C03     |            |
| Hopfenmagazin und Packraum Rudolf Christl, Goetheplatz 1945                                             | Komenského alej čp. 1945 (Lage)                                | Hopfenmagazin, Hopfendarre mit Schwefelkammer und Packraum mit achteckigem Schornstein, errichtet 1882–1884 von Alois Daut | A61     |            |
| Vinzenz Zuleger, Goethe-Platz 1232                                                                      | Smetanovo nám., Kovářská čp. 1232 (Lage)                       | Die Familie Zuleger gehörte zu den bedeutendsten Hopfenhändlern in der Saazer Region, von Engelbert Zuleger (1813–1889) gegründet, der sie 1858 nach Saaz verlegte, 1913 Bau eines Hopfenlagers (Projekt: Johann Salomon), Eckgrundstück mit dekorativen Gauben an den drei Hauptstirnseiten, seit 1933 im Besitz der Firma Josef Rott und Co., wird es noch heute als Hopfenlager genutzt. | A48     |            |
| Gustav Epstein & Arthur Mendl, Schmiedegasse 753 und 1257                                               | Kovářská čp. 753, 1257 (Lage)                                  | Die Hopfenhändler und Hoflieferanten Gustav Epstein und Arthur Mendl (früher Firma Epstein, Mendl & Grube) ließen 1913 von der Firma Fuchs & Kolbe (Architekten Wilhelm Fuchs und Hildebert Kolbe) in der Prager Vorstadt ein Hopfenlager mit einer Schwefelkammer errichten. Den Eingang zum Areal bildet ein mit Hopfenmotiven geschmücktes Tor, links davon steht das Lager Nr. 753, rechts die Villa Nr. 1257 und im Süden befand sich eine Parkanlage mit einem Springbrunnen. Das Lager hat sechs Stockwerke (das sechste als Mansardengeschoss), die Umfassungsmauern werden durch Pfeiler versteift. Die Stirnseite wird durch Gesimse über dem vierten und fünften Geschoss gegliedert. Die Holzbalkendecken werden von massiven Holzsäulen getragen, die die Lagerdecken in 6×3 Felder teilen. Beim Lager in der nordöstlichen Ecke liegt die Schwefelkammer mit einem Schornstein, ein ähnlicher Anbau im Südosten dient als Bedienungstreppenhaus. Das Hopfenlager wird bis heute benutzt. Das Gebäude wurde zur Aufnahme in die Liste der Kulturdenkmäler vorgeschlagen. | A35 A49 |            |
| Heinrich Melzer, Tellweg 1192                                                                           | Zeyerova čp. 1192 (Lage)                                       | Hopfenhandelshaus (1888) – jetzt Hopfengenossenschaft (Družstvo Chmelařství Žatec), zur Aufnahme in die Liste der Kulturdenkmäler vorgesehen. | A45     |            |
| Sonnenschein & Landesmann, Tellweg 977 und 1907                                                         | Zeyerova čp. 977, 1907 (Lage)                                  | Hopfenhandelshaus Julius Sonnenschein & Samuel Landesmann, errichtet 1896, ab 1938 als Deutsche Hopfenverkehrsgesellschaft firmiert, vermutlich arisiert – jetzt Hopfengenossenschaft (Družstvo Chmelařství Žatec), zur Aufnahme in die Liste der Kulturdenkmäler vorgesehen. | A40 A59 |            |
| Adolf Böhm, Tellweg 687                                                                                 | Zeyerova čp. 687 (Lage)                                        | Hopfenhandelshaus Adam Böhm mit Hopfenlager aus dem Jahr 1890. | A32     |            |
| Eduard Stein u. Fritz Zentner, Fa. Zentner & Stein, Tellweg 345/3017                                    | Zeyerova čp. 345/3017 (Lage)                                   | Hopfenlager von Eduard Stein als Ursprung der Firma Zentner & Stein gegr. 1897, Hopfendarre vom Baumeister Josef Stengl (1908) sowie Anbau mit Ställen und kleinem Hotel für die Hopfenhändler errichtet, 1938 arisiert. | A19     |            |
| Hopfenzentrale, Rothüttlplatz 346                                                                       | Chmelařské nám. čp. 346 (Lage)                                 | Hopfenzentrale der Genossenschaft (Chmelařství Žatecký chmel) | A20     |            |
| Hopfengenossenschaft, Rothüttlplatz 1580                                                                | Chmelařské nám. čp. 1580 (Lage)                                | Gebäude der Hopfengenossenschaft, errichtet 1928 von Johann Salomon, hinterer Erweiterungsbau von 1937 | A52     |            |
| Hopfenzentrale und Hopfensignierstelle, Rothüttlplatz 1612                                              | Známkovna chmele, Chmelařské nám. čp. 1612 (Lage)              | Ehem. Verwaltungsgebäude der Hopfensignierstelle der Genossenschaft (Chmelařství Žatecký chmel), errichtet 1930–1932 von J. Salomon, J. Zelenka und J. Gregor, Mittelrisalit mit vier Fensterachsen, jetzt Sitz einer Baufirma, das Gebäude steht unter Denkmalschutz (ID-Nr. 103547) | A53     |            |
| Hopfenmagazin, Uhlandgasse 2553                                                                         | Alšova čp. 2553 (Lage)                                         | Hopfenmagazin (Nr. 2553), neben dem Wohnhaus (Nr. 835) | -       |            |
| Hopfenmagazin und Packraum Josef Schwarzkopf, Uhlandgasse 945                                           | Alšova čp. 945 (Lage)                                          | Hopfenlager Nr. 945 von Josef Schwarzkopf (1847–1929) erbaut 1895, weiterer Ausbau 1908, 1925 und 1936, im mittleren Teil die ursprüngliche Hopfendarre mit Schornstein und Feuertreppe, gemeinsame Nutzung mit Hopfenlager Nr. 383, ab 1948 zusammen mit Lager Nr. 2553 im Hinterhof als Hopfenlager von einer Hopfengenossenschaft genutzt. | A38     |            |
| Hopfenmagazin und Packraum Josef Schwarzkopf, Rebitzer Platz (Töpferring) 383                           | Nerudovo nám. čp. 383 (Lage)                                   | neues Hopfenmagazin und Packraum Josef Schwarzkopf Nr. 383 von den Baumeistern Fuchs & Kolbe aus Saaz 1910–1913, gemeinsame Nutzung mit Hopfenlager Nr. 945. | A23     |            |
| Karl Ungar, bis 1914 Edmund Stern, Rebitzer Platz 1194 (früher Töpferring)                              | Nerudovo nám. čp. 1194 (Lage)                                  | Auch die Familie Ungar, aus der auch der bedeutende Priester und Bibliothekar in der Universitätsbibliothek von Prag Karl Rafael Ungar (1744–1807) stammte, gehörte zu den Hopfenhändlern in Saaz. Dr. Karl Ungar († 1909) ließ im Jahre 1889–1901 nach den Plänen von Josef Petrovsky das Eckgrundstück in ein Lager- und Trockenhaus umbauen, ebenso das Wohnhaus (1897). Zur besonderen Dominante des Stadtplatzes wurde das viergeschossige Hopfenlager (Nr. 1194), das urspr. dem Händler Edmund Stern gehörte, erbaut von der Firma Fuchs & Kolbe (1909–1914). Das Gebäude wurde in Würfelform mit von schmalen Dreierfenstern gegliederten Fassaden und einer gestutzten Ecke erbaut. Das Gebäude befindet sich heute in einer Denkmalschutzzone und gehört einer Hopfengenossenschaft. Schräg gegenüber steht das von David Abeles gebaute Hopfenlager Nr. 1025 von 1883, das im Jahre 1900 von Edmund Stern gekauft wurde. | A46     |            |
| Hopfenmagazin und Packraum David Abeles, bis 1900 Edmund Stern, Rebitzer Platz 1025 (früher Töpferring) | Nerudovo nám. čp. 1025 (Lage)                                  | Hopfenhandelsfirma, fünfgeschossiges Gebäude, errichtet 1883 von Josef Petrovsky, später umgebaut von Salomon (1896), Fuchs (1899) und Kolbe (1928), erhalten geblieben sind Schwefelkammern und Hopfenpresse | A42     |            |
| Edmund Stern, später Franz Adolf Stern, Rebitzer Platz 396 Ecke Přikrá (früher Töpferring)              | Nerudovo nám. čp. 396 (Lage)                                   | Der Rebitzer Platz (Nerudovo náměstí) war früher ein bedeutendes Hopfenzentrum, wo die größten Hopfenhandelsfirmen aus Saaz ihre Lagerhäuser und Büros hatten. Die Firma Edmund Stern (gegr. 1886), ließ hier 1888–1889 ein Hopfenlager von Wilhelm Fuchs errichten, im Jahre 1936 im Besitz von Franz Adolf Stern wurden Belüftungserker am Dach eingebaut, nach 1948 wurden von der Stadt hier Wohnungen eingerichtet. | A26     |            |
| Firma Bode & Voigt Saaz, Rebitzer Platz (Töpferring)                                                    | Nerudovo nám. (Lage)                                           | Hopfenhandelsfirma Bode & Voigt Saaz-Nürnberg-New York | -       | Bild fehlt |
| Franz und Carl Jettmar, Rebitzer Platz 380 (früher Töpferring)                                          | Nerudovo nám. čp. 380 (Lage)                                   | Hopfenhandelshaus | A22     |            |
| Engelbert Wurdinger, später Adolf Schermer, Goethestr. 751                                              | Masarykova čp. 751 (Lage)                                      | Trockenkammer der Fa. Wurdinger, 1884 vom Baumeister Alois Daut errichtet, seit 1901 im Besitz von Adolf Schermer, Umbau der Trockenkammer mit eckigem Schornstein (der einzige dieser Art in Saaz) durch Wilhelm Fuchs (1897–1901). | A34     |            |
| Ladislav Rouček, Nikolaigasse 80                                                                        | Volyňských Čechů čp. 80 (Lage)                                 | Hopfenhandelshaus | A01     |            |
| Hopfenmagazin und Wohnhaus Heinrich Kellner, Fischerplatz 234 / Nikolaigasse 326                        | nám. Prokopa Velkého čp. 234 / Volyňských Čechů čp. 326 (Lage) | Hopfenhandelshaus und Verpackung von 1894 am Fischerplatz, jetzt nám. Prokopa Velkého, 1938 arisiert. | A50     |            |
| Schiller & Schwarz, Fischerplatz 974                                                                    | nám. Prokopa Velkého čp. 974 (Lage)                            | Hopfenhandelshaus, viergeschossiges Gebäude, errichtet 1896 von Alois Daut | A39     |            |
| Jakob Abeles & Sohn, Schillerstr. 313                                                                   | Obránců míru čp. 313 (Lage)                                    | Das zweigeschossige Wohnhaus Nr. 313 mit einem dreigeschossigen Hopfenlager ließ im Jahre 1900 David Abeles (1846–1904), der Besitzer der Firma Jakob Abeles & Sohn, erbauen. Das Haus wurde vom Baumeister Fuchs aus Saaz auf einem unsymmetrischen Grundriss mit zwei Flügeln mit innerem Treppenhaus und einem Handaufzug für Hopfenballen aufgebaut. Die Satteldecken mit Deckenunterzügen werden von Holzsäulen getragen, im hinteren Teil befindet sich eine Schwefelkammer mit einem hohen Schornstein, aus dem Erdgeschoss ragt zum Obergeschoss eine erhaltene Hopfenpresse, 1938 arisiert. | A12     |            |
| Ferdinand Josef Jacob – Alte Mälzerei, Goethestr. / Merkurstr. 356                                      | Masarykova, Nákladní čp. 356 (Lage)                            | Stadthaus „Alte Mälzerei“ (Sladovna) von 1681 bis 1775, von 1886 bis 1916 Farbenfabrik des Ferdinand Josef Jacob (1847–1916) - jetzt Mälzereimuseum und Galerie, unter Denkmalschutz. | A21     |            |
| Fa. Stein, Lastenstr. 361 (3089)                                                                        | Nákladní čp. 361 (3089) (Lage)                                 | Hopfenlager von Eduard Stein als Ursprung der Firma Zentner & Stein gegr. 1897 | -       |            |
| Alte Hopfensignierhalle des Saazer Hopfenvereins, Jakobsgasse 290                                       | Tyršova čp. 290 (Lage)                                         | alte Hopfensignierhalle bis 1928, später Hopfenmagazin | -       |            |
| Josef Bondy, Jakobsgasse 828                                                                            | Tyršova čp. 828 (Lage)                                         | Hopfenhandelshaus, steht unter Denkmalschutz | A37     |            |
| Moritz Löbl, Jakobsgasse 1148                                                                           | Klášterní / Tyršova čp. 1148 (Lage)                            | Trockenkammer und Lager der Hopfenhandelsfirma Löbl errichtet von Wilhelm Fuchs (1904–06) | A44     |            |
| J. Paulus & Comp., Jakobsgasse 1937/264                                                                 | Klášterní čp. 1937/264 (Lage)                                  | Hopfenhandelsfirma | A60     |            |
| Moritz und David Reiss, Jakobsgasse 1195/810                                                            | Klášterní čp. 1195/810 (Lage)                                  | Hopfenhandelshaus | A47     |            |
| Hopfenmagazin Jakob L. Kohn & Co., Untere Jakobsgasse 250                                               | Jakubská čp. 250 (Lage)                                        | Jakob L. Kohn († 1893) gehörte zu den ältesten Hopfenhändlern in Saaz, seine Firma wurde im Jahre 1865 registriert, 1877/78 baute er ein Hopfenmagazin mit Trockenkammer, einem der ersten in Saaz, im Jahre 1935 brannte der nördliche Teil der Gebäude ab, der südliche, erhalten gebliebene Teil wurde zum Wohnhaus Jakobsgasse 250 umgebaut, 1938 arisiert. | A04     |            |
| Jakob Heller, Schützenplatz 233                                                                         | Kruhové náměstí čp. 233 (Lage)                                 | Jakob Heller ließ ein Hopfenlager mit Trocknungsräumen und Schwefelkammer nach einem Projekt von Josef Petrovsky erbauen, 1925 von Rudolf Fischbach erweitert. Nach 1948 wurde das Hopfenlager mit den Gebäuden Nr. 226 und 227 in der Oblouková-Straße verbunden und diente als Lagerraum, in den Jahren 2006–2008 zum Hotel „Schwarzer Adler“ mit historisierender Fassade umgebaut. | B05     |            |
| Wilhelmine und Georg Girschick, Bogengasse 226-227                                                      | Oblouková čp. 226-227 (Lage)                                   | Hopfenhandelshaus, das Gebäude Nr. 227 steht unter Denkmalschutz | B04     |            |
| Epstein & Siegel, später Epstein & Mendl, Bogengasse 225                                                | Oblouková čp. 225 (Lage)                                       | Die Firma Epstein & Siegel, gegr. 1864 von Salomon und Samuel Epstein und Moises Feigl, erbaute im Jahre 1870 eines der ältesten Lagergebäude in Saaz, Bogengasse Nr. 225. Im Jahr 1893 Umbau durch Adolf Epstein und Josef Mendl im Hoftrakt mit neuer Schwefelkammer und Schornstein (Projekt von Wilhelm Fuchs). | B11     |            |
| Hopfenmagazin Jakob L. Kohn & Co., Püschelplatz 1858                                                    | Chelčického nám. čp. 1858 (Lage)                               | Jakob L. Kohn († 1893) gehörte zu den ältesten Hopfenhändlern in Saaz. Fünfgeschossiges Lagerhaus am Püschelplatz (erbaut 1887 an der Stelle der ehem. Stadtbefestigung), um 1900 zusammen mit der Villa (Nr. 918) an den Hopfenhändler Franz Kellner verkauft. Das Lagerhaus mit eingebauter Holzskelett-Konstruktion diente als Vorbild für weitere Hopfenmagazine in der Stadt. | B12     |            |
| Villa Franz Kellner, Püschelplatz 918                                                                   | Chelčického nám. čp. 918 (Lage)                                | Villa von J. L. Kohn 1887 an der Stelle der ehem. Stadtbefestigung neben dem Hopfenmagazin (Nr. 1858) erbaut, um 1900 an den Hopfenhändler Franz Kellner verkauft. | B12     |            |
| Hopfenfirma, Bahnhofsstufen 2924                                                                        | Nádražní schody 2924 (Lage)                                    | Hopfenmagazin | -       |            |
| Hopfenfirma, Bahnhofsstufen 2925                                                                        | Nádražní schody 2925 (Lage)                                    | Hopfenmagazin | -       | Bild fehlt |
| Gebrüder Anton und Engelbert Wurdinger, Horatitzer Str. 547 und 1666                                    | Chomutovská čp. 547, 1666 (Lage)                               | Trockenkammer und Hopfenlager der Brüder Anton Wurdinger (1848–1929) und Engelbert Wurdinger (1855–1923) standen im Jahre 1878 am linken Ufer der Eger in der Nähe der Kettenbrücke, nach einem Brand wurde 1909 ein neues zweigeschossiges Lager (nach einem Projekt von Johann Salomon) errichtet, eine weitere Trockenkammer befand sich in der Goethestr. (Masarykova) Nr. 751. | C06     |            |
| Kaspar Danzer & Co., Rafael Ungar-Straße 860                                                            | ul. Rafaela Ungara 860 (Lage)                                  | Neo-klassizistisches Gebäude mit E-förmigem Grundriss zur Lagerung, Schwefelung, Verpackung und Verkauf von Hopfen, in den Jahren 1887–1888 errichtet (Architekt: Josef Petrovsky), seit 1934 Eigentum der Firma Asfa AG, seit 1938 der Firma Deutscher Hopfenverkehr GmbH, im Jahre 2003 abgerissen. | -       |            |
| Karl Zuleger, Dr.Schmeykal-Str. 1748                                                                    | Lva Tolstého čp. 1748 (Lage)                                   | Hopfenhandelshaus | C07     |            |
| Firma Brüder Klepsch, zuvor Julius Sonnenschein, Körnerstr. 739 und 1186                                | Politických vězňů čp. 739 / 1186 (Lage)                        | Hopfenhandelsfirma Brüder Klepsch Saaz-Nürnberg-Prag, um 1915 Firma Julius Sonnenschein | C02     |            |
| Löbl & Glaser, Dr.Schmeykal-Str. 951/1745                                                               | Lva Tolstěho čp. 951/1745 (Lage)                               | Hopfenhandelshaus | -       |            |
| Alfred und Heinrich Windt, Holletitzer Str. 1262                                                        | Volyňských Čechů čp. 1262 (Lage)                               | Hopfenhandelsfirma Windt und Sommer, im Mai 1939 arisiert. | -       |            |
| Firma A. Hanslik jun.                                                                                   | Náměstí Svobody čp. 1884 (Lage)                                | Hopfenlagerhaus Hanslik auf der ehem. Stadtbefestigung | -       |            |
| Firma Saazia Vereinigte Hopfenhandelsgesellschaft mbH, Saaz                                             | ?                                                              | Hopfenhandelsfirma (bestand bis 1928) | -       | Bild fehlt |
| Hopfeninstitut                                                                                          | Chmelařský institut s. r. o., Kadaňská 2525 (Lage)             | Hopfeninstitut, gegr. 1925 | -       |            |

## Saazer Architekten und Baumeister und ihre wichtigsten Bauten
Die wichtigsten Architekten und Baumeister waren
- Anton Grimm (1811–1868), Baumeister in Saaz
  - Rathaus, Umbau 1846–47 und 1857–58
  - Stadttheater (1848–49) nach Entwurf von Schulze
  - Äußere Erneuerung der Dekanatskirche Mariä Himmelfahrt in den Jahren 1857–58
  - St. Antoniuskirche (1873) auf dem Friedhof

- Josef Petrovsky (1846–1915)
  - sein Wohnhaus in der Wussinallee Nr. 840 (jetzt Komenského alej) neben der Turnhalle
  - Kartonfabrik Lüdersdorf (mittlerer Bau 1877–78) Holletitzer Str. Nr. 733 (jetzt Volyňských Čechů)
  - Hopfenhandelshaus Edmund Stern (1883), Töpferring 1025 (jetzt Nerudovo nám.)
  - evangelische Christuskirche (1898)
  - evangelisch-lutherisches Pfarrhaus Reitschoweser Str. Nr. 1200 (jetzt Husova) nach Plänen von Karl Lehrmann
  - alte Poliklinik Karlsbader Gasse Nr. 814 (jetzt Smetanova námešti) und Eckhaus Nr. 827
  - Eckhaus Wussinallee Nr. 300 (jetzt Komenského alej)
  - Grufthaus Lüdersdorf auf dem Antoniusfriedhof

- Johann Salomon (1855–1942)
  - Kröblmühle Nr. 624 im Mühlenviertel
  - Zuckerfabrik Saaz im Bahnhofsviertel
  - Kartonfabrik Lüdersdorf (nördlicher Bau 1881–1889 und südlicher Bau 1909) Holletitzer Str. Nr. 733 (jetzt Volyňských Čechů)
  - sein Wohnhaus in der Kaiser-Franz-Joseph-Str.Nr. 1030 (jetzt Studentská)
  - Hopfenhandelshaus Vinzenz Zuleger, Schmiedegasse Nr. 1232 (jetzt Kovářská)
  - Gebäude der Hopfengenossenschaft (1928), Rothüttlplatz Nr. 1580 (jetzt Chmelařské nám.)

- Alois Daut (1854–1917), Stadtarchitekt
  - Bürgerschule Wussinallee Nr. 749 (jetzt Komenského alej), errichtet von Franz Daut unter Mitarbeit von Alois Daut, nach Plänen von Carl Schlimp
  - Wasserleitung vom Wasserwerk Weißer Berg (Bílý vrch) zur Stadt (1894)
  - Hopfenhandelshaus Engelbert Wurdinger Karlsbader Gasse Nr. 751 (jetzt Masarykova)
  - Hopfenhandelshaus Gebrüder Kellner am Fischerplatz (jetzt nám. Prokopa Velkého)
  - Hopfenhandelshaus Josef Schwarzkopf, Uhlandgasse Nr. 945 (jetzt Alšova)
  - Hopfenhandelshaus Schiller & Schwarz am Fischerplatz 974 (jetzt nám. Prokopa Velkého)
  - Hopfenhandelshaus Rudolf Christl am Goetheplatz 1945 (jetzt Komenského alej)
  - Wohnhäuser Floragasse Nr. 1093, 1121, 1125, 1135 und 1136 (jetzt Dukelská)
  - Turnhalle Wussinallee Nr. 981 (jetzt Komenského alej) (1897)[23]
  - Deutsches Haus in Postelberg, Marxovo náměstí 96 (1884/85)[24]
  - Friedhofskapelle in Postelberg (1889)
  - Rathaus in Postelberg, Mírové náměstí 318 (1902)[25]

- Wilhelm Fuchs (1850–1922)
  - Fa. Fuchs & Kolbe Körnerstr. Nr. 1227 (jetzt Politických vězňů) zusammen mit Hildebert Kolbe
  - Fuchs–Villa in der Holletitzer Str. Nr. 1262 (jetzt Volyňských Čechů), zuvor wohnte er in der Villa Holletitzer Str. Nr. 1012 (jetzt Volyňských Čechů)
  - Saazer Hufnägelfabrik Adolf Mendl´s Erben
  - Lederfabrik Jakob Kohn & Söhne
  - Saazer Gymnasium nach Plänen von Ernst Schäfer
  - Hopfenhandelshaus Epstein & Mendl, Bogengasse 225 (jetzt Oblouková) (1893)
  - Hopfenhandelshaus Epstein & Mendl, Schmiedegasse 753 und 1257 (jetzt Kovářská, 1913)
  - Hopfenhandelshaus Moritz Löbl, Jakobsgasse Nr. 1148 (jetzt Klášterní / Tyršova, 1904–06)
  - Hopfenhandelshaus Karl Ungar, Rebitzer Platz 1194 (jetzt Nerudovo nám., Umbau 1909–1914)
  - Gebäude der Österreichisch-ungarischen Bankfiliale Prager Gasse Nr. 236 (jetzt tř. Obránců míru)
  - Neo-Renaissance-Schloss (1898–1901) in Neusattel bei Saaz (Nové Sedlo)

- Hildebert Kolbe (1866–1945)
  - Wohnhaus Körnerstr. Nr. 1572/1573 (jetzt Politických vězňů)

- Josef Heinzl (1891–1945 in Postelberg)
  - Büro der Fa. Heinzl & Schmucker Saaz/Swojetin im Haus Jakobsgasse Nr. 2016 (jetzt Tyršova)

- Jaroslaw Gregor
  - Volksschule Pestalozzi-Gasse Nr. 1404 (jetzt Svatováclavská), zusammen mit Hildebert Kolbe (1926)
  - Getreidesilo aus Stahlbeton (1930), Mozartstr. 1653 (jetzt Herbena), am Westbahnhof

- Rudolf Hildebrand (1886–1947), Architekt in Prag
  - Villa Glaser, Pellasgasse Nr. 2051 (jetzt Fügnerova)
  - Villa Weiß-Telatko, Kaadner Str. Nr. 2069 (jetzt Boženy Vikové Kunětické)